# 非洲剪嘴鸥
非洲剪嘴鸥（学名：Rynchops flavirostris），是鸻形目鸥科的一种鸟类。

## 特征
非洲剪嘴鸥体重约164克，翼长约332毫米，嘴峰长约83.7毫米，喙宽度约6.1毫米，喙厚度约20.8毫米，跗蹠长约27.6毫米，尾长约109.5毫米。非洲剪嘴鸥是部分迁徙的鸟类，其栖息在开放的湖泊、沼泽等湿地环境中，食性为肉食性，主要食物来源是水生动物。

## 分布
撒哈拉以南非洲的主要河流、湖泊和海岸线。